# گردنه خنجراب
گردنه خنجراب (انگلیسی: Khunjerab Pass) تنها گذرگاه مرزی بین پاکستان و چین است که با ارتفاع ۴۸۸۰ متر در کوهستان قراقروم در محلی راهبردی در مرز شمالی پاکستان با چین است.
این گردنه بین نواحی گلگت-بلتستان، هنزه و نگر در پاکستان را سین‌کیانگ در غرب چین متصل می‌کند.
نام این گردنه از زبان وخی که یکی از زبان‌های ایرانی است گرفته شده‌است. خُن/خون در این زبان به معنی خون است و جـِراب/جراو به معنی جویی است که از چشمه می‌ریزد.
گردنه خنجراب مرتفع‌ترین گذرگاه مرزی آسفالت شده در جهان است و بلندترین نقطه شاهراه قراقروم را در بر می‌گیرد. جاده این گردنه در سال ۱۹۸۲ تکمیل شد.